# Olympische Sommerspiele 2000/Fußball – Männer
Das olympische Fußballturnier der Männer von 2000 wurde vom 13. bis 30. September mit 16 Mannschaften ausgetragen. Mit Ausnahme von drei Spielern pro Mannschaft, durften nur Spieler teilnehmen, die nach dem oder am 1. Januar 1977 geboren wurden.

## Modus
Die 16 Mannschaften bestritten die Vorrunde in vier Gruppen zu je vier Mannschaften. Die Erst- und Zweitplatzierten erreichten das Viertelfinale, dessen vier siegreiche Mannschaften in das Halbfinale einzogen. Die beiden Sieger der Halbfinals erreichten das Endspiel, während die beiden Verlierer den dritten Platz ausspielten. Endete ein Spiel in der K.-o.-Runde unentschieden, wurde es um zweimal 15 Minuten verlängert. War dann noch keine Entscheidung gefallen, entschied das Elfmeterschießen.

## Vorrunde

### Gruppe A
| Pl. | Land       | Sp. | S | U | N | Tore    | Diff. | Punkte |
| --- | ---------- | --- | - | - | - | ------- | ----- | ------ |
| 1.  | Italien    | 3   | 2 | 1 | 0 | 005:200 | +3    | 07     |
| 2.  | Nigeria    | 3   | 1 | 2 | 0 | 007:600 | +1    | 05     |
| 3.  | Honduras   | 3   | 1 | 1 | 1 | 006:700 | −1    | 04     |
| 4.  | Australien | 3   | 0 | 0 | 3 | 003:600 | −3    | 0      |

#### Nigeria – Honduras 3:3 (0:1)
| Nigeria                                                         | Nigeria | Honduras | Honduras |
| --------------------------------------------------------------- | --- | --- | -------- |
| Nigeria                                                         | \| 1. Spieltag \| \| 13. September 2000 um 18:30 Uhr in Adelaide (Hindmarsh Stadium) \| \| Zuschauer: 13.386 \| \| Schiedsrichter: Ľuboš Micheľ ( Slowakei) \| | \| 1. Spieltag \| \| 13. September 2000 um 18:30 Uhr in Adelaide (Hindmarsh Stadium) \| \| Zuschauer: 13.386 \| \| Schiedsrichter: Ľuboš Micheľ ( Slowakei) \| | Honduras |
| Nigeria                                                         | Greg Etafia – Furo Iyenemi (46. Isaac Okoronkwo), Azubuike Oliseh, Celestine Babayaro, Godwin Okpara, Samuel Okunowo (82. Christopher Kanu), Garba Lawal, Bright Igbinadolor (64. Victor Agali), Pius Ikedia, Julius Aghahowa, Yakubu Aiyegbeni Cheftrainer: Jo Bonfrere ( Niederlande) | Noel Valladares – Elmer Montoya, Jaime Rosales, Júnior Izaguirre, Iván Guerrero, Mario Chirinos, Maynor René Suazo, Danilo Turcios, Julio de León (90.+1 Francisco Pavón), David Suazo (90.+2 Luis Ramírez), Jairo Martínez (69. Elvis Scott) Cheftrainer: Ramón Maradiaga | Honduras |
| Nigeria                                                         | 1:1 Igbinadolor (50.) 2:3 Agali (78.) 3:3 Aiyegbeni (90.+1) | 0:1 D. Suazo (35.) 1:2 de León (60.) 1:3 D. Suazo (76., Elfmeter) | Honduras |
| Nigeria                                                         | Igbinadolor (56.), Aiyegbeni (58.), Okoronkwo (63.), Etafia (75.) | D. Suazo (43.) | Honduras |
| 1. Spieltag                                                     | | |          |
| 13. September 2000 um 18:30 Uhr in Adelaide (Hindmarsh Stadium) | | |          |
| Zuschauer: 13.386                                               | | |          |
| Schiedsrichter: Ľuboš Micheľ ( Slowakei)                        | | |          |

#### Australien – Italien 0:1 (0:0)
| Australien                                                              | Australien | Italien | Italien |
| ----------------------------------------------------------------------- | --- | --- | ------- |
| Australien                                                              | \| 1. Spieltag \| \| 13. September 2000 um 20:00 Uhr in Melbourne (Melbourne Cricket Ground) \| \| Zuschauer: 93.252 \| \| Schiedsrichter: Peter Prendergast ( Jamaika) \|                                                                                              | \| 1. Spieltag \| \| 13. September 2000 um 20:00 Uhr in Melbourne (Melbourne Cricket Ground) \| \| Zuschauer: 93.252 \| \| Schiedsrichter: Peter Prendergast ( Jamaika) \|                                                                                                   | Italien |
| Australien                                                              | Danny Milosevic – Stephen Laybutt, Simon Colosimo, Hayden Foxe – Brett Emerton, Vince Grella (86. Nick Rizzo), Josip Skoko (79. Lucas Neill), Kasey Wehrman (66. Mark Bresciano), Stan Lazaridis – Michael Curcija, Mark Viduka Cheftrainer: Raul Blanco ( Argentinien) | Christian Abbiati – Marco Zanchi, Bruno Cirillo, Alessandro Grandoni – Gennaro Gattuso, Massimo Ambrosini, Roberto Baronio (58. Cristiano Zanetti), Gianluca Zambrotta – Andrea Pirlo – Gianni Comandini, Nicola Ventola (76. Massimo Margiotta) Cheftrainer: Marco Tardelli | Italien |
| Australien                                                              | 0:1 Pirlo (81.) | | Italien |
| Australien                                                              | Skoko (34.), Foxe (74.), Bresciano (76.), Laybutt (89.) | Grandoni (27.), Zanchi (37.), Gattuso (90.+3') | Italien |
| 1. Spieltag                                                             | | |         |
| 13. September 2000 um 20:00 Uhr in Melbourne (Melbourne Cricket Ground) | | |         |
| Zuschauer: 93.252                                                       | | |         |
| Schiedsrichter: Peter Prendergast ( Jamaika)                            | | |         |

#### Italien – Honduras 3:1 (3:1)
| Italien                                                         | Italien | Honduras | Honduras |
| --------------------------------------------------------------- | --- | --- | -------- |
| Italien                                                         | \| 2. Spieltag \| \| 16. September 2000 um 18:30 Uhr in Adelaide (Hindmarsh Stadium) \| \| Zuschauer: 18.301 \| \| Schiedsrichter: Lu Jun ( China) \| | \| 2. Spieltag \| \| 16. September 2000 um 18:30 Uhr in Adelaide (Hindmarsh Stadium) \| \| Zuschauer: 18.301 \| \| Schiedsrichter: Lu Jun ( China) \| | Honduras |
| Italien                                                         | Christian Abbiati – Marco Zanchi, Bruno Cirillo, Alessandro Grandoni – Gennaro Gattuso, Massimo Ambrosini, Roberto Baronio (82. Ighli Vannucchi), Cristiano Zanetti, Gianluca Zambrotta – Gianni Comandini (90. Massimo Margiotta), Nicola Ventola Cheftrainer: Marco Tardelli | Noel Valladares – Júnior Izaguirre (61. Luis Ramírez), Elmer Montoya, Jaime Rosales – Danilo Turcios, Mario Chirinos (58. Carlos Páez), Maynor René Suazo, Iván Guerrero – Julio de León – Jairo Martínez (70. Francisco Pavón), David Suazo Cheftrainer: Ramón Maradiaga | Honduras |
| Italien                                                         | 1:0 Comandini (12.) 2:0 Ambrosini (18.) 3:0 Comandini (22.) | 3:1 Comandini (29., Eigentor) | Honduras |
| Italien                                                         | Gattuso (13.), Grandoni (28.), Baronio (55.), Margiotta (90.+3) | Rosales (70.) | Honduras |
| 2. Spieltag                                                     | | |          |
| 16. September 2000 um 18:30 Uhr in Adelaide (Hindmarsh Stadium) | | |          |
| Zuschauer: 18.301                                               | | |          |
| Schiedsrichter: Lu Jun ( China)                                 | | |          |

#### Australien – Nigeria 2:3 (2:2)
| Australien                                                          | Australien | Nigeria | Nigeria |
| ------------------------------------------------------------------- | --- | --- | ------- |
| Australien                                                          | \| 2. Spieltag \| \| 16. September 2000 um 20:00 Uhr in Sydney (Sydney Football Stadium) \| \| Zuschauer: 38.080 \| \| Schiedsrichter: Carlos Simon ( Brasilien) \|                                                                                                   | \| 2. Spieltag \| \| 16. September 2000 um 20:00 Uhr in Sydney (Sydney Football Stadium) \| \| Zuschauer: 38.080 \| \| Schiedsrichter: Carlos Simon ( Brasilien) \|                                                                                             | Nigeria |
| Australien                                                          | Danny Milosevic – Stephen Laybutt, Simon Colosimo (74. Nick Rizzo), Hayden Foxe – Brett Emerton, Vince Grella, Josip Skoko, Kasey Wehrman (61. Lucas Neill), Stan Lazaridis – Michael Curcija (79. Clayton Zane), Mark Viduka Cheftrainer: Raul Blanco ( Argentinien) | Greg Etafia – Isaac Okoronkwo, Azubuike Oliseh, Celestine Babayaro, Godwin Okpara, Christopher Kanu, Garba Lawal, Victor Agali (81. Blessing Kaku), Pius Ikedia (85. Sunday Johnson), Julius Aghahowa, Yakubu Aiyegbeni Cheftrainer: Jo Bonfrere ( Niederlande) | Nigeria |
| Australien                                                          | 1:2 Foxe (41.) 2:2 Wehrman (44.) | 0:1 Ikedia (16.) 0:2 Aghahowa (22.) 2:3 Agali (64.) | Nigeria |
| Australien                                                          | Lazaridis (57.) | Aiyegbeni (35.), Babayaro (43.), Oliseh (57.), Aghahowa (88.) | Nigeria |
| Australien                                                          | Babayaro (56.) | | Nigeria |
| Australien                                                          | Emerton (56.) | | Nigeria |
| 2. Spieltag                                                         | | |         |
| 16. September 2000 um 20:00 Uhr in Sydney (Sydney Football Stadium) | | |         |
| Zuschauer: 38.080                                                   | | |         |
| Schiedsrichter: Carlos Simon ( Brasilien)                           | | |         |

#### Italien – Nigeria 1:1 (0:1)
| Italien                                                         | Italien | Nigeria | Nigeria |
| --------------------------------------------------------------- | --- | --- | ------- |
| Italien                                                         | \| 3. Spieltag \| \| 19. September 2000 um 18:30 Uhr in Adelaide (Hindmarsh Stadium) \| \| Zuschauer: 18.340 \| \| Schiedsrichter: Felipe Ramos ( Mexiko) \| | \| 3. Spieltag \| \| 19. September 2000 um 18:30 Uhr in Adelaide (Hindmarsh Stadium) \| \| Zuschauer: 18.340 \| \| Schiedsrichter: Felipe Ramos ( Mexiko) \|                                                                                | Nigeria |
| Italien                                                         | Christian Abbiati – Claudio Rivalta, Bruno Cirillo, Matteo Ferrari – Ighli Vannucchi, Roberto Baronio (80. Gianluca Zambrotta), Cristiano Zanetti (80. Massimo Ambrosini), Luca Mezzano – Andrea Pirlo – Massimo Margiotta, Gianni Comandini Cheftrainer: Marco Tardelli | Greg Etafia – Christopher Kanu, Isaac Okoronkwo, Godwin Okpara, Samuel Okunowo – Garba Lawal, Azubuike Oliseh – Pius Ikedia, Julius Aghahowa, Bright Igbinadolor (69. Blessing Kaku) – Victor Agali Cheftrainer: Jo Bonfrere ( Niederlande) | Nigeria |
| Italien                                                         | 1:1 Okunowo (63., Eigentor) | 0:1 Lawal (39., Foulelfmeter) | Nigeria |
| Italien                                                         | Baronio (31.), Abbiati (38.), Zanetti (76.) | Oliseh (9.), Kanu (18.) | Nigeria |
| Italien                                                         | Oliseh (59.) | | Nigeria |
| 3. Spieltag                                                     | | |         |
| 19. September 2000 um 18:30 Uhr in Adelaide (Hindmarsh Stadium) | | |         |
| Zuschauer: 18.340                                               | | |         |
| Schiedsrichter: Felipe Ramos ( Mexiko)                          | | |         |

#### Australien – Honduras 1:2 (0:1)
| Australien                                                          | Australien | Honduras | Honduras |
| ------------------------------------------------------------------- | --- | --- | -------- |
| Australien                                                          | \| 3. Spieltag \| \| 19. September 2000 um 20:00 Uhr in Sydney (Sydney Football Stadium) \| \| Zuschauer: 37.788 \| \| Schiedsrichter: Mourad Daami ( Tunesien) \| | \| 3. Spieltag \| \| 19. September 2000 um 20:00 Uhr in Sydney (Sydney Football Stadium) \| \| Zuschauer: 37.788 \| \| Schiedsrichter: Mourad Daami ( Tunesien) \| | Honduras |
| Australien                                                          | Danny Milosevic – Stephen Laybutt, Simon Colosimo (46. Mark Bresciano), Lucas Neill, Hayden Foxe, Vince Grella (30. Jason Culina), Josip Skoko, Kasey Wehrman (79. Clayton Zane), Stan Lazaridis – Michael Curcija, Mark Viduka Cheftrainer: Raul Blanco ( Argentinien) | Noel Valladares – Elmer Montoya, Jaime Rosales, Danilo Turcios, Mario Chirinos, Walter López (46. Júnior Izaguirre), Carlos Páez (77. Francisco Pavón), Maynor René Suazo, Iván Guerrero, Julio de León (90.+1 Julio César Suazo), David Suazo Cheftrainer: Ramón Maradiaga | Honduras |
| Australien                                                          | 1:1 Rosales (51., Eigentor) | 0:1 D. Suazo (3.) 1:2 D. Suazo (60.) | Honduras |
| Australien                                                          | Bresciano (53.), Culina (89.), Zane (90.+3') | Chirinos (6.), Montoya (83.), Rosales (90.+3') | Honduras |
| 3. Spieltag                                                         | | |          |
| 19. September 2000 um 20:00 Uhr in Sydney (Sydney Football Stadium) | | |          |
| Zuschauer: 37.788                                                   | | |          |
| Schiedsrichter: Mourad Daami ( Tunesien)                            | | |          |

### Gruppe B
| Pl. | Land     | Sp. | S | U | N | Tore    | Diff. | Punkte |
| --- | -------- | --- | - | - | - | ------- | ----- | ------ |
| 1.  | Chile    | 3   | 2 | 0 | 1 | 007:300 | +4    | 06     |
| 3.  | Spanien  | 3   | 2 | 0 | 1 | 006:300 | +3    | 06     |
| 3.  | Südkorea | 3   | 2 | 0 | 1 | 002:300 | −1    | 06     |
| 4.  | Marokko  | 3   | 0 | 0 | 3 | 001:700 | −6    | 0      |

#### Südkorea – Spanien 0:3 (0:3)
| Südkorea                                                        | Südkorea | Spanien | Spanien |
| --------------------------------------------------------------- | --- | --- | ------- |
| Südkorea                                                        | \| 1. Spieltag \| \| 14. September 2000 um 18:30 Uhr in Adelaide (Hindmarsh Stadium) \| \| Zuschauer: 14.060 \| \| Schiedsrichter: Felipe Ramos ( Mexiko) \|                                                                              | \| 1. Spieltag \| \| 14. September 2000 um 18:30 Uhr in Adelaide (Hindmarsh Stadium) \| \| Zuschauer: 14.060 \| \| Schiedsrichter: Felipe Ramos ( Mexiko) \|                                                                           | Spanien |
| Südkorea                                                        | Kim Yong-dae – Park Jae-hong, Park Dong-hyuk, Kang Chul (32. Sim Jae-won), Lee Young-pyo, Kim Sang-sik, Ko Jong-su, Park Ji-sung, Kim Do-kyun (59. Lee Dong-gook), Lee Chun-soo (77. Park Jin-sub), Kim Do-hoon Cheftrainer: Huh Jung-moo | Daniel Aranzubia – Jesús María Lacruz, Iván Amaya, Carlos Marchena, Joan Capdevila, David Albelda (79. Ismael Ruiz), Gabri, Xavi, Toni Velamazán (68. Jordi Ferrón), José Mari (75. Albert Luque), Raúl Tamudo Cheftrainer: Iñaki Sáez | Spanien |
| Südkorea                                                        | 0:1 Velamazán (10.) 0:2 Mari (26.) 0:3 Xavi (37.) | | Spanien |
| Südkorea                                                        | Lee Chun-soo (77.), Lee Young-pyo (79.), Park Jin-sub (90.+1') | Lacruz (50.), Albelda (77.) | Spanien |
| 1. Spieltag                                                     | | |         |
| 14. September 2000 um 18:30 Uhr in Adelaide (Hindmarsh Stadium) | | |         |
| Zuschauer: 14.060                                               | | |         |
| Schiedsrichter: Felipe Ramos ( Mexiko)                          | | |         |

#### Marokko – Chile 1:4 (0:2)
| Marokko                                                                 | Marokko | Chile | Chile |
| ----------------------------------------------------------------------- | --- | --- | ----- |
| Marokko                                                                 | \| 1. Spieltag \| \| 14. September 2000 um 20:00 Uhr in Melbourne (Melbourne Cricket Ground) \| \| Zuschauer: 22.654 \| \| Schiedsrichter: Saad Mane ( Kuwait) \| | \| 1. Spieltag \| \| 14. September 2000 um 20:00 Uhr in Melbourne (Melbourne Cricket Ground) \| \| Zuschauer: 22.654 \| \| Schiedsrichter: Saad Mane ( Kuwait) \| | Chile |
| Marokko                                                                 | Tarik El Jarmouni – Mohamed Kharbouch, Fouzi El Brazi, Adel Chbouki, Akram Roumani – Zakaria Aboub, Youssef Safri – Bouchaib El Moubarki, Abdelmajid Oulmers (58. El Houssaine Ouchela), Karim Benkouar (43. Otmane El Assas) – Abdelfattah El Khattari (85. Jaouad Zaïri) Cheftrainer: Said El-Khider | Nelson Tapia – Cristián Álvarez, Pedro Reyes, Pablo Contreras, Rafael Olarra – David Pizarro, Claudio Maldonado, Patricio Ormazábal (75. Manuel Ibarra) – Rodrigo Núñez (69. Francisco Arrué) – Reinaldo Navia, Iván Zamorano (73. Sebastián González) Cheftrainer: Nelson Acosta | Chile |
| Marokko                                                                 | 1:4 Ouchla (79.) | 0:1 Zamorano (36.) 0:2 Zamorano (45.+1') 0:3 Zamorano (55.) 0:4 Navia (72.) | Chile |
| Marokko                                                                 | Benkouar (25.), El Moubarki (37.), Safri (39.), Kharbouch (45.) | | Chile |
| Marokko                                                                 | Chbouki (6.) | | Chile |
| 1. Spieltag                                                             | | |       |
| 14. September 2000 um 20:00 Uhr in Melbourne (Melbourne Cricket Ground) | | |       |
| Zuschauer: 22.654                                                       | | |       |
| Schiedsrichter: Saad Mane ( Kuwait)                                     | | |       |

#### Südkorea – Marokko 1:0 (0:0)
| Südkorea                                                        | Südkorea | Marokko | Marokko |
| --------------------------------------------------------------- | --- | --- | ------- |
| Südkorea                                                        | \| 2. Spieltag \| \| 17. September 2000 um 18:30 Uhr in Adelaide (Hindmarsh Stadium) \| \| Zuschauer: 12.753 \| \| Schiedsrichter: Herbert Fandel ( Deutschland) \|                                                                      | \| 2. Spieltag \| \| 17. September 2000 um 18:30 Uhr in Adelaide (Hindmarsh Stadium) \| \| Zuschauer: 12.753 \| \| Schiedsrichter: Herbert Fandel ( Deutschland) \| | Marokko |
| Südkorea                                                        | Kim Yong-dae – Park Jae-hong, Sim Jae-won, Kang Chul, Lee Young-pyo, Park Jin-sub (62. Kim Do-kyun), Kim Sang-sik, Park Ji-sung, Lee Chun-soo, Kim Do-hoon (80. Choi Chul-woo), Lee Dong-gook (64. Ko Jong-su) Cheftrainer: Huh Jung-moo | Tarik El Jarmouni – Fouzi El Brazi, Akram Roumani, Mohamed Kharbouch, Zakaria Aboub, Hamid Nater, Otmane El Assas, Youssef Safri, Karim Benkouar (66. Abdelmajid Oulmers), Abdelfattah El Khattari, Bouchaib El Moubarki (85. El Houssaine Ouchela) Cheftrainer: Said El-Khider | Marokko |
| Südkorea                                                        | 1:0 Lee Chun-soo (53.) | | Marokko |
| Südkorea                                                        | Park Jin-sub (26.), Kim Do-hoon (72.), Park Jae-hong (76.) | El Jarmouni (52.), Benkouar (59.), El Brazi (61.), Oulmers (90.+2') | Marokko |
| 2. Spieltag                                                     | | |         |
| 17. September 2000 um 18:30 Uhr in Adelaide (Hindmarsh Stadium) | | |         |
| Zuschauer: 12.753                                               | | |         |
| Schiedsrichter: Herbert Fandel ( Deutschland)                   | | |         |

#### Spanien – Chile 1:3 (0:2)
| Spanien                                                                 | Spanien | Chile | Chile |
| ----------------------------------------------------------------------- | --- | --- | ----- |
| Spanien                                                                 | \| 2. Spieltag \| \| 17. September 2000 um 20:00 Uhr in Melbourne (Melbourne Cricket Ground) \| \| Zuschauer: 58.061 \| \| Schiedsrichter: Felix Tangawarima ( Simbabwe) \|                                                                          | \| 2. Spieltag \| \| 17. September 2000 um 20:00 Uhr in Melbourne (Melbourne Cricket Ground) \| \| Zuschauer: 58.061 \| \| Schiedsrichter: Felix Tangawarima ( Simbabwe) \|                                                                              | Chile |
| Spanien                                                                 | Daniel Aranzubia – Jesús María Lacruz, Carlos Marchena, Iván Amaya, Joan Capdevila (82. Carles Puyol) – David Albelda, Gabri – Toni Velamazán (69. Albert Luque), Xavi, Miguel Ángel Angulo (69. Jordi Ferrón) – Raúl Tamudo Cheftrainer: Iñaki Sáez | Nelson Tapia – Cristián Álvarez, Pedro Reyes, Pablo Contreras, Rafael Olarra – David Pizarro, Claudio Maldonado, Patricio Ormazábal (82. David Henríquez) – Rodrigo Núñez (85. Rodrigo Tello) – Reinaldo Navia, Iván Zamorano Cheftrainer: Nelson Acosta | Chile |
| Spanien                                                                 | 1:2 Lacruz (54.) | 0:1 Olarra (24.) 0:2 Navia (41) 1:3 Navia (90.) | Chile |
| Spanien                                                                 | Marchena (19.), Lacruz (35.) | Reyes (20.), Zamorano (33.), Maldonado (63.) | Chile |
| 2. Spieltag                                                             | | |       |
| 17. September 2000 um 20:00 Uhr in Melbourne (Melbourne Cricket Ground) | | |       |
| Zuschauer: 58.061                                                       | | |       |
| Schiedsrichter: Felix Tangawarima ( Simbabwe)                           | | |       |

#### Südkorea – Chile 1:0 (1:0)
| Südkorea                                                        | Südkorea | Chile | Chile |
| --------------------------------------------------------------- | --- | --- | ----- |
| Südkorea                                                        | \| 3. Spieltag \| \| 20. September 2000 um 18:30 Uhr in Adelaide (Hindmarsh Stadium) \| \| Zuschauer: 16.309 \| \| Schiedsrichter: Ľuboš Micheľ ( Slowakei) \|                                                                              | \| 3. Spieltag \| \| 20. September 2000 um 18:30 Uhr in Adelaide (Hindmarsh Stadium) \| \| Zuschauer: 16.309 \| \| Schiedsrichter: Ľuboš Micheľ ( Slowakei) \| | Chile |
| Südkorea                                                        | Kim Yong-dae – Park Jae-hong, Sim Jae-won, Kang Chul, Lee Young-pyo, Song Chong-gug, Kim Gil-sik, Park Ji-sung, Lee Chun-soo, Choi Chul-woo (61. Kim Do-kyun, 67. Ko Jong-su), Lee Dong-gook (83. Park Dong-hyuk) Cheftrainer: Huh Jung-moo | Nelson Tapia – Cristián Álvarez, Pedro Reyes, Pablo Contreras, Rafael Olarra – David Pizarro, Claudio Maldonado (58. David Henríquez), Patricio Ormazábal (66. Francisco Arrué) – Rodrigo Núñez (46. Rodrigo Tello) – Reinaldo Navia, Sebastián González Cheftrainer: Nelson Acosta | Chile |
| Südkorea                                                        | 1:0 Lee Dong-gook (28.) | | Chile |
| Südkorea                                                        | Choi Chul-woo (41.), Sim Jae-won (79.), Song Chong-gug (82.) | González (3.), Olarra (68.) | Chile |
| Südkorea                                                        | Lee Chun-soo (12.) | | Chile |
| 3. Spieltag                                                     | | |       |
| 20. September 2000 um 18:30 Uhr in Adelaide (Hindmarsh Stadium) | | |       |
| Zuschauer: 16.309                                               | | |       |
| Schiedsrichter: Ľuboš Micheľ ( Slowakei)                        | | |       |

#### Spanien – Marokko 2:0 (1:0)
| Spanien                                                                 | Spanien | Marokko | Marokko |
| ----------------------------------------------------------------------- | --- | --- | ------- |
| Spanien                                                                 | \| 3. Spieltag \| \| 20. September 2000 um 20:00 Uhr in Melbourne (Melbourne Cricket Ground) \| \| Zuschauer: 24.623 \| \| Schiedsrichter: Lu Jun ( Volksrepublik China) \|                                                            | \| 3. Spieltag \| \| 20. September 2000 um 20:00 Uhr in Melbourne (Melbourne Cricket Ground) \| \| Zuschauer: 24.623 \| \| Schiedsrichter: Lu Jun ( Volksrepublik China) \| | Marokko |
| Spanien                                                                 | Daniel Aranzubia – Iván Amaya, Carles Puyol, Unai Vergara, Joan Capdevila, David Albelda, Xavi (90.+1 Ismael Ruiz), Toni Velamazán (75. Jordi Ferrón), Miguel Ángel Angulo, José Mari (65. Gabri), Raúl Tamudo Cheftrainer: Iñaki Sáez | Tarik El Jarmouni – Noureddine Kacemi, Fouzi El Brazi, El Houssaine Ouchela, Akram Roumani (43. Jaouad Zaïri), Zakaria Aboub (79. Abdelmajid Oulmers), Aissam El Barodi (46. Hamid Nater), Otmane El Assas, Youssef Safri, Abdelfattah El Khattari, Bouchaib El Moubarki Cheftrainer: Said El-Khider | Marokko |
| Spanien                                                                 | 1:0 Mari (33.) 2:0 Gabri (90.) | | Marokko |
| Spanien                                                                 | Vergara (48.), Aranzubia (90.+4) | Kacemi (44.) | Marokko |
| Spanien                                                                 | Ortiz (89.) | El Brazi (90.+4) | Marokko |
| 3. Spieltag                                                             | | |         |
| 20. September 2000 um 20:00 Uhr in Melbourne (Melbourne Cricket Ground) | | |         |
| Zuschauer: 24.623                                                       | | |         |
| Schiedsrichter: Lu Jun ( Volksrepublik China)                           | | |         |

### Gruppe C
| Pl. | Land               | Sp. | S | U | N | Tore    | Diff. | Punkte |
| --- | ------------------ | --- | - | - | - | ------- | ----- | ------ |
| 1.  | Vereinigte Staaten | 3   | 1 | 2 | 0 | 006:400 | +2    | 05     |
| 2.  | Kamerun            | 3   | 1 | 2 | 0 | 005:400 | +1    | 05     |
| 3.  | Kuwait             | 3   | 1 | 0 | 2 | 006:800 | −2    | 03     |
| 4.  | Tschechien         | 3   | 0 | 2 | 1 | 005:600 | −1    | 02     |

#### Kamerun – Kuwait 3:2 (1:0)
| Kamerun                                                               | Kamerun | Kuwait | Kuwait |
| --------------------------------------------------------------------- | --- | --- | ------ |
| Kamerun                                                               | \| 1. Spieltag \| \| 13. September 2000 um 19:00 Uhr in Brisbane (Brisbane Cricket Ground) \| \| Zuschauer: 26.730 \| \| Schiedsrichter: Bruce Grimshaw ( Neuseeland) \|                                                                           | \| 1. Spieltag \| \| 13. September 2000 um 19:00 Uhr in Brisbane (Brisbane Cricket Ground) \| \| Zuschauer: 26.730 \| \| Schiedsrichter: Bruce Grimshaw ( Neuseeland) \| | Kuwait |
| Kamerun                                                               | Daniel Bekono – Aaron Nguimbat, Serge Mimpo, Patrice Abanda, Serge Branco (78. Joël Epalle) – Geremi, Lauren, Nicolas Alnoudji, Pierre Womé – Samuel Eto’o (81. Albert Meyong Zé), Patrick M’Boma (79. Patrick Suffo) Cheftrainer: Jean-Paul Akono | Shehab Kankone – Jamal Mubarak, Sadoun Salman, Youssef Zayed, Hamad al-Tayyar, Esam al-Kandari, Abdullah Saihan (86. Nawaf al-Humaidan), Saleh al-Buraiki, Naser al-Othman, Bashar Abdullah, Faraj Saeid (46. Khalaf al-Mutairi) Cheftrainer: Radojko Avramović ( BR Jugoslawien) | Kuwait |
| Kamerun                                                               | 1:0 Alnoudji (37.) 2:1 M’Boma (76.) 3:1 Lauren (86.) | 1:1 al-Mutairi (63.) 3:2 Mubarak (88.) | Kuwait |
| Kamerun                                                               | Epalle (90.+4) | al-Mutairi (65.), Zayed (65.), Kankone (67.) | Kuwait |
| 1. Spieltag                                                           | | |        |
| 13. September 2000 um 19:00 Uhr in Brisbane (Brisbane Cricket Ground) | | |        |
| Zuschauer: 26.730                                                     | | |        |
| Schiedsrichter: Bruce Grimshaw ( Neuseeland)                          | | |        |

#### Vereinigte Staaten – Tschechien 2:2 (1:1)
| Vereinigte Staaten                                          | Vereinigte Staaten | Tschechien | Tschechien |
| ----------------------------------------------------------- | --- | --- | ---------- |
| Vereinigte Staaten                                          | \| 1. Spieltag \| \| 13. September 2000 um 20:00 Uhr in Canberra (Bruce Stadium) \| \| Zuschauer: 24.800 \| \| Schiedsrichter: Carlos Simon ( Brasilien) \|                                                        | \| 1. Spieltag \| \| 13. September 2000 um 20:00 Uhr in Canberra (Bruce Stadium) \| \| Zuschauer: 24.800 \| \| Schiedsrichter: Carlos Simon ( Brasilien) \|                                                                                        | Tschechien |
| Vereinigte Staaten                                          | Brad Friedel – Danny Califf, Jeff Agoos, Chris Albright (85. Ramiro Corrales), Frankie Hejduk, Peter Vagenas, John O’Brien, Chad McCarty, Ben Olsen, Josh Wolff, Conor Casey Cheftrainer: Clive Charles ( England) | Jaroslav Drobný – Radoslav Kováč, Roman Lengyel, Adam Petrouš, Tomáš Ujfaluši (59. Jan Šimák), Marek Jankulovski, Lukas Došek, Roman Týce, Libor Sionko (85. Tomáš Kučera), Milan Baroš (68. Libor Došek), Marek Heinz Cheftrainer: Karel Brückner | Tschechien |
| Vereinigte Staaten                                          | 1:0 Albright (21.) 2:1 Wolff (44.) | 1:1 Jankulovski (28.) 2:2 Lukas Došek (52., Elfmeter) | Tschechien |
| Vereinigte Staaten                                          | McCarty (51.), Casey (55.) | Týce (19.), Ujfaluši (47.), Heinz (81.) | Tschechien |
| 1. Spieltag                                                 | | |            |
| 13. September 2000 um 20:00 Uhr in Canberra (Bruce Stadium) | | |            |
| Zuschauer: 24.800                                           | | |            |
| Schiedsrichter: Carlos Simon ( Brasilien)                   | | |            |

#### Tschechien – Kuwait 2:3 (1:0)
| Tschechien                                                            | Tschechien | Kuwait | Kuwait |
| --------------------------------------------------------------------- | --- | --- | ------ |
| Tschechien                                                            | \| 2. Spieltag \| \| 16. September 2000 um 19:00 Uhr in Brisbane (Brisbane Cricket Ground) \| \| Zuschauer: 22.182 \| \| Schiedsrichter: Mourad Daami ( Tunesien) \|                                                             | \| 2. Spieltag \| \| 16. September 2000 um 19:00 Uhr in Brisbane (Brisbane Cricket Ground) \| \| Zuschauer: 22.182 \| \| Schiedsrichter: Mourad Daami ( Tunesien) \| | Kuwait |
| Tschechien                                                            | Jaroslav Drobný – Radoslav Kováč (68. Jan Šimák), Roman Lengyel, Adam Petrouš, Tomáš Ujfaluši, Marek Jankulovski, Roman Týce, Tomáš Kučera (80. Libor Došek), Libor Sionko, Milan Baroš, Marek Heinz Cheftrainer: Karel Brückner | Shehab Kankone – Jamal Mubarak, Sadoun Salman, Hamad al-Tayyar, Esam al-Kandari, Abdullah Saihan, Saleh al-Buraiki, Naser al-Othman (80. Youssef Zayed), Bashar Abdullah, Faraj Saeid, Khalaf al-Mutairi (89. Adel al-Anezi) Cheftrainer: Radojko Avramović ( BR Jugoslawien) | Kuwait |
| Tschechien                                                            | 1:0 Heinz (2.) 2:3 Lengyel (90.+1') | 1:1 al-Mutairi (56.) 1:2 Saeid (64.) 1:3 Saeid (73.) | Kuwait |
| Tschechien                                                            | Heinz (82.) | al-Tayyar (31.), al-Buraiki (84.), Abdullah (90.+1) | Kuwait |
| 2. Spieltag                                                           | | |        |
| 16. September 2000 um 19:00 Uhr in Brisbane (Brisbane Cricket Ground) | | |        |
| Zuschauer: 22.182                                                     | | |        |
| Schiedsrichter: Mourad Daami ( Tunesien)                              | | |        |

#### Vereinigte Staaten – Kamerun 1:1 (0:1)
| Vereinigte Staaten                                          | Vereinigte Staaten | Kamerun | Kamerun |
| ----------------------------------------------------------- | --- | --- | ------- |
| Vereinigte Staaten                                          | \| 2. Spieltag \| \| 16. September 2000 um 20:00 Uhr in Canberra (Bruce Stadium) \| \| Zuschauer: 22.379 \| \| Schiedsrichter: Mario Sánchez ( Chile) \|                                     | \| 2. Spieltag \| \| 16. September 2000 um 20:00 Uhr in Canberra (Bruce Stadium) \| \| Zuschauer: 22.379 \| \| Schiedsrichter: Mario Sánchez ( Chile) \|                                                                       | Kamerun |
| Vereinigte Staaten                                          | Brad Friedel – Danny Califf, Jeff Agoos, Chris Albright, Frankie Hejduk, Peter Vagenas, John O’Brien, Chad McCarty, Ben Olsen, Josh Wolff, Conor Casey Cheftrainer: Clive Charles ( England) | Daniel Bekono – Aaron Nguimbat, Serge Mimpo, Patrice Abanda, Geremi, Lauren, Nicolas Alnoudji, Pierre Womé, Samuel Eto’o, Patrick M’Boma (77. Modeste M’Bami), Joël Epalle (65. Daniel Ngom Kome) Cheftrainer: Jean-Paul Akono | Kamerun |
| Vereinigte Staaten                                          | 1:1 Vagenas (64.) | 0:1 M’Boma (16.) | Kamerun |
| Vereinigte Staaten                                          | Mipo (41.), Womé (69.) | | Kamerun |
| 2. Spieltag                                                 | | |         |
| 16. September 2000 um 20:00 Uhr in Canberra (Bruce Stadium) | | |         |
| Zuschauer: 22.379                                           | | |         |
| Schiedsrichter: Mario Sánchez ( Chile)                      | | |         |

#### Tschechien – Kamerun 1:1 (0:1)
| Tschechien                                                            | Tschechien | Kamerun | Kamerun |
| --------------------------------------------------------------------- | --- | --- | ------- |
| Tschechien                                                            | \| 3. Spieltag \| \| 19. September 2000 um 19:00 Uhr in Brisbane (Brisbane Cricket Ground) \| \| Zuschauer: 23.442 \| \| Schiedsrichter: Simon Micallef ( Australien) \|                                                                              | \| 3. Spieltag \| \| 19. September 2000 um 19:00 Uhr in Brisbane (Brisbane Cricket Ground) \| \| Zuschauer: 23.442 \| \| Schiedsrichter: Simon Micallef ( Australien) \|                                     | Kamerun |
| Tschechien                                                            | Aleš Chvalovský – Radoslav Kováč (53. Marek Jankulovski), Roman Lengyel (67. Libor Došek), Adam Petrouš, Tomáš Ujfaluši, Lukas Došek (85. Martin Vozábal), Roman Týce, Tomáš Kučera, Jan Šimák, Libor Sionko, Milan Baroš Cheftrainer: Karel Brückner | Daniel Bekono – Aaron Nguimbat, Serge Mimpo, Patrice Abanda, Serge Branco – Geremi, Lauren, Nicolas Alnoudji, Pierre Womé – Samuel Eto’o, Patrick M’Boma (64. Albert Meyong Zé) Cheftrainer: Jean-Paul Akono | Kamerun |
| Tschechien                                                            | 1:0 Lauren (24.) | 1:1 Lukas Došek (74.) | Kamerun |
| Tschechien                                                            | Petrouš (58.), Sionko (72.) | Lauren (9.), M’Boma (64.) | Kamerun |
| 3. Spieltag                                                           | | |         |
| 19. September 2000 um 19:00 Uhr in Brisbane (Brisbane Cricket Ground) | | |         |
| Zuschauer: 23.442                                                     | | |         |
| Schiedsrichter: Simon Micallef ( Australien)                          | | |         |

#### Vereinigte Staaten – Kuwait 3:1 (1:0)
| Vereinigte Staaten                                                      | Vereinigte Staaten | Kuwait | Kuwait |
| ----------------------------------------------------------------------- | --- | --- | ------ |
| Vereinigte Staaten                                                      | \| 3. Spieltag \| \| 19. September 2000 um 20:00 Uhr in Melbourne (Melbourne Cricket Ground) \| \| Zuschauer: 19.684 \| \| Schiedsrichter: Herbert Fandel ( Deutschland) \|                                                              | \| 3. Spieltag \| \| 19. September 2000 um 20:00 Uhr in Melbourne (Melbourne Cricket Ground) \| \| Zuschauer: 19.684 \| \| Schiedsrichter: Herbert Fandel ( Deutschland) \| | Kuwait |
| Vereinigte Staaten                                                      | Brad Friedel – Frankie Hejduk, Danny Califf, Jeff Agoos, Chris Albright, Peter Vagenas, John O’Brien, Chad McCarty, Ben Olsen (62. Joey DiGiamarino), Josh Wolff, Conor Casey (46. Landon Donovan) Cheftrainer: Clive Charles ( England) | Shehab Kankone – Jamal Mubarak, Sadoun Salman, Adel al-Anezi, Hamad al-Tayyar (66. Naser al-Omran), Esam al-Kandari, Saleh al-Buraiki, Naser al-Othman, Bashar Abdullah (68. Bader al-Shammari), Faraj Saeid, Khalaf al-Mutairi Cheftrainer: Radojko Avramović ( BR Jugoslawien) | Kuwait |
| Vereinigte Staaten                                                      | 1:0 Califf (40.) 2:0 Albright (63.) 3:1 Donovan (88.) | 2:1 al-Shammari (83.) | Kuwait |
| Vereinigte Staaten                                                      | Vagenas (27.) | Abdullah (54.) | Kuwait |
| 3. Spieltag                                                             | | |        |
| 19. September 2000 um 20:00 Uhr in Melbourne (Melbourne Cricket Ground) | | |        |
| Zuschauer: 19.684                                                       | | |        |
| Schiedsrichter: Herbert Fandel ( Deutschland)                           | | |        |

### Gruppe D
| Pl. | Land      | Sp. | S | U | N | Tore    | Diff. | Punkte |
| --- | --------- | --- | - | - | - | ------- | ----- | ------ |
| 1.  | Brasilien | 3   | 2 | 0 | 1 | 005:400 | +1    | 06     |
| 2.  | Japan     | 3   | 2 | 0 | 1 | 004:300 | +1    | 06     |
| 3.  | Südafrika | 3   | 1 | 0 | 2 | 005:500 | ±0    | 03     |
| 4.  | Slowakei  | 3   | 1 | 0 | 2 | 004:600 | −2    | 03     |

#### Brasilien – Slowakei 3:1 (1:1)
| Brasilien                                                             | Brasilien | Slowakei | Slowakei |
| --------------------------------------------------------------------- | --- | --- | -------- |
| Brasilien                                                             | \| 1. Spieltag \| \| 14. September 2000 um 19:00 Uhr in Brisbane (Brisbane Cricket Ground) \| \| Zuschauer: 24.616 \| \| Schiedsrichter: Simon Micallef ( Australien) \|            | \| 1. Spieltag \| \| 14. September 2000 um 19:00 Uhr in Brisbane (Brisbane Cricket Ground) \| \| Zuschauer: 24.616 \| \| Schiedsrichter: Simon Micallef ( Australien) \|                                                                                        | Slowakei |
| Brasilien                                                             | Helton – Fábio Bilica, Álvaro, Fábio Aurélio, Baiano, Fabiano, Marcos Paulo, Alex, Geovanni (87. Mozart), Ronaldinho (79. Lucas), Edu (89. Roger) Cheftrainer: Vanderlei Luxemburgo | Kamil Čontofalský – Marián Čišovský, Peter Lérant, Miloš Krško, Martin Petráš, Michal Pančík (80. Miroslav Barčík), Peter Hlinka, Juraj Czinege, Karol Kisel, Andrej Porázik (75. Miroslav Drobňák), Ján Šlahor (76. Martin Vyskoč) Cheftrainer: Dušan Radolský | Slowakei |
| Brasilien                                                             | 1:1 Edu (30.) 2:1 Čišovský (68. Eigentor) 3:1 Alex (90.+1') | 0:1 Porázik (26.) | Slowakei |
| Brasilien                                                             | Ronaldinho (45.+2'), Alex (90.+1') | Hlinka (20.), Šlahor (45.+1'), Čišovský (61.), Kisel (88.) | Slowakei |
| 1. Spieltag                                                           | | |          |
| 14. September 2000 um 19:00 Uhr in Brisbane (Brisbane Cricket Ground) | | |          |
| Zuschauer: 24.616                                                     | | |          |
| Schiedsrichter: Simon Micallef ( Australien)                          | | |          |

#### Südafrika – Japan 1:2 (1:0)
| Südafrika                                                   | Südafrika | Japan | Japan |
| ----------------------------------------------------------- | --- | --- | ----- |
| Südafrika                                                   | \| 1. Spieltag \| \| 14. September 2000 um 20:00 Uhr in Canberra (Bruce Stadium) \| \| Zuschauer: 17.500 \| \| Schiedsrichter: Stéphane Bré ( Frankreich) \| | \| 1. Spieltag \| \| 14. September 2000 um 20:00 Uhr in Canberra (Bruce Stadium) \| \| Zuschauer: 17.500 \| \| Schiedsrichter: Stéphane Bré ( Frankreich) \|                                                                                                  | Japan |
| Südafrika                                                   | Emile Baron – Matthew Booth, Nkhiphitheni Matombo (55. Stanton Fredericks), Fabian McCarthy, Aaron Mokoena, David Kannemeyer, Quinton Fortune, Delron Buckley (87. Jabu Mahlangu), Abram Nteo, Benni McCarthy, Siyabonga Nomvethe (87. Toni Nhleko) Cheftrainer: Ephraim Mashaba | Seigō Narazaki – Ryūzō Morioka, Yūji Nakazawa, Jun’ichi Inamoto, Tomokazu Myōjin, Kōji Nakata, Tomoyuki Sakai, Shunsuke Nakamura, Hidetoshi Nakata, Naohiro Takahara, Atsushi Yanagisawa (79. Masashi Motoyama) Cheftrainer: Philippe Troussier ( Frankreich) | Japan |
| Südafrika                                                   | 1:0 Nomvethe (31.) | 1:1 Takahara (45.+1') 1:2 Takahara (79.) | Japan |
| Südafrika                                                   | McCarthy (15.), Buckley (41.), Fortune (50.), Kannemeyer (74.), Mahlangu (90.+3') | Morioka (18.), Sakai (53.), Nakata (86.) | Japan |
| 1. Spieltag                                                 | | |       |
| 14. September 2000 um 20:00 Uhr in Canberra (Bruce Stadium) | | |       |
| Zuschauer: 17.500                                           | | |       |
| Schiedsrichter: Stéphane Bré ( Frankreich)                  | | |       |

#### Brasilien – Südafrika 1:3 (1:1)
| Brasilien                                                             | Brasilien | Südafrika | Südafrika |
| --------------------------------------------------------------------- | --- | --- | --------- |
| Brasilien                                                             | \| 2. Spieltag \| \| 17. September 2000 um 19:00 Uhr in Brisbane (Brisbane Cricket Ground) \| \| Zuschauer: 36.326 \| \| Schiedsrichter: Bruce Grimshaw ( Neuseeland) \|            | \| 2. Spieltag \| \| 17. September 2000 um 19:00 Uhr in Brisbane (Brisbane Cricket Ground) \| \| Zuschauer: 36.326 \| \| Schiedsrichter: Bruce Grimshaw ( Neuseeland) \|                                                                                             | Südafrika |
| Brasilien                                                             | Helton – Fábio Bilica, Álvaro, Fábio Aurélio, Baiano (80. Roger), Fabiano, Marcos Paulo (72. Lucas), Alex, Geovanni (61. Mozart), Ronaldinho, Edu Cheftrainer: Vanderlei Luxemburgo | Emile Baron – Matthew Booth, Fabian McCarthy, Aaron Mokoena, David Kannemeyer, Quinton Fortune, Jabu Mahlangu (55. Steve Lekoelea), Delron Buckley, Abram Nteo, Benni McCarthy, Toni Nhleko (36. Siyabonga Nomvethe, 85. Daniel Matsau) Cheftrainer: Ephraim Mashaba | Südafrika |
| Brasilien                                                             | 1:1 Edu (11.) | 1:0 Fortune (10.) 1:2 Nomvethe (74. ) 1:3 Lekoelea (90.) | Südafrika |
| Brasilien                                                             | Edu (45.) | Fortune (3.), Nomvethe (74.) | Südafrika |
| 2. Spieltag                                                           | | |           |
| 17. September 2000 um 19:00 Uhr in Brisbane (Brisbane Cricket Ground) | | |           |
| Zuschauer: 36.326                                                     | | |           |
| Schiedsrichter: Bruce Grimshaw ( Neuseeland)                          | | |           |

#### Slowakei – Japan 1:2 (0:0)
| Slowakei                                                    | Slowakei | Japan | Japan |
| ----------------------------------------------------------- | --- | --- | ----- |
| Slowakei                                                    | \| 2. Spieltag \| \| 17. September 2000 um 20:00 Uhr in Canberra (Bruce Stadium) \| \| Zuschauer: 15.289 \| \| Schiedsrichter: Falla N’Doye ( Senegal) \|                                                                          | \| 2. Spieltag \| \| 17. September 2000 um 20:00 Uhr in Canberra (Bruce Stadium) \| \| Zuschauer: 15.289 \| \| Schiedsrichter: Falla N’Doye ( Senegal) \| | Japan |
| Slowakei                                                    | Martin Lipčák – Radoslav Kráľ, Peter Lérant, Miloš Krško, Martin Petráš, Peter Hlinka, Juraj Czinege, Karol Kisel, Marek Mintál (77. Miroslav Drobňák), Andrej Porázik, Ján Šlahor (77. Michal Pančík) Cheftrainer: Dušan Radolský | Seigō Narazaki – Ryūzō Morioka, Yūji Nakazawa, Jun’ichi Inamoto, Tomokazu Myōjin, Kōji Nakata, Atsuhiro Miura, Shunsuke Nakamura (79. Masashi Motoyama), Hidetoshi Nakata, Naohiro Takahara (90.+2 Tomoyuki Hirase), Atsushi Yanagisawa (54. Tomoyuki Sakai) Cheftrainer: Philippe Troussier ( Frankreich) | Japan |
| Slowakei                                                    | 1:2 Porázik (83.) | 0:1 Nakata (67.) 0:2 Inamoto (74.) | Japan |
| Slowakei                                                    | Porázik (6.), Kisel (88.) | Morioka (14.), Nakata (52.) | Japan |
| 2. Spieltag                                                 | | |       |
| 17. September 2000 um 20:00 Uhr in Canberra (Bruce Stadium) | | |       |
| Zuschauer: 15.289                                           | | |       |
| Schiedsrichter: Falla N’Doye ( Senegal)                     | | |       |

#### Brasilien – Japan 1:0 (1:0)
| Brasilien                                                             | Brasilien | Japan | Japan |
| --------------------------------------------------------------------- | --- | --- | ----- |
| Brasilien                                                             | \| 3. Spieltag \| \| 20. September 2000 um 19:00 Uhr in Brisbane (Brisbane Cricket Ground) \| \| Zuschauer: 36.608 \| \| Schiedsrichter: Stéphane Bré ( Frankreich) \| | \| 3. Spieltag \| \| 20. September 2000 um 19:00 Uhr in Brisbane (Brisbane Cricket Ground) \| \| Zuschauer: 36.608 \| \| Schiedsrichter: Stéphane Bré ( Frankreich) \| | Japan |
| Brasilien                                                             | Helton – Fábio Bilica, Álvaro, Fábio Aurélio, Baiano, Fabiano, Marcos Paulo, Alex, Geovanni (80. Roger), Ronaldinho (65. Lucas), Edu Cheftrainer: Vanderlei Luxemburgo | Seigō Narazaki – Tsuneyasu Miyamoto, Yūji Nakazawa, Jun’ichi Inamoto, Tomokazu Myōjin, Kōji Nakata (71. Naoki Matsuda), Tomoyuki Sakai, Atsuhiro Miura, Shunsuke Nakamura, Naohiro Takahara (90.+2 Masashi Motoyama), Atsushi Yanagisawa (80. Tomoyuki Hirase) Cheftrainer: Philippe Troussier ( Frankreich) | Japan |
| Brasilien                                                             | 1:0 Alex (5.) | | Japan |
| Brasilien                                                             | Marcos Paulo (50.), Edu (75.), Geovanni (75.) | Miura (45.+2') | Japan |
| 3. Spieltag                                                           | | |       |
| 20. September 2000 um 19:00 Uhr in Brisbane (Brisbane Cricket Ground) | | |       |
| Zuschauer: 36.608                                                     | | |       |
| Schiedsrichter: Stéphane Bré ( Frankreich)                            | | |       |

#### Slowakei – Südafrika 2:1 (0:0)
| Slowakei                                                    | Slowakei | Südafrika | Südafrika |
| ----------------------------------------------------------- | --- | --- | --------- |
| Slowakei                                                    | \| 3. Spieltag \| \| 20. September 2000 um 20:00 Uhr in Canberra (Bruce Stadium) \| \| Zuschauer: 14.562 \| \| Schiedsrichter: Mario Sánchez ( Chile) \| | \| 3. Spieltag \| \| 20. September 2000 um 20:00 Uhr in Canberra (Bruce Stadium) \| \| Zuschauer: 14.562 \| \| Schiedsrichter: Mario Sánchez ( Chile) \| | Südafrika |
| Slowakei                                                    | Martin Lipčák – Radoslav Kráľ, Peter Lérant, Miloš Krško, Martin Petráš, Peter Hlinka, Michal Pančík, Juraj Czinege, Miroslav Drobňák (69. Marián Čišovský), Andrej Porázik (90.+1 Martin Vyskoč), Ján Šlahor (85. Andrej Šupka) Cheftrainer: Dušan Radolský | Emile Baron – Matthew Booth, Nkhiphitheni Matombo (67. Steve Lekoelea), Fabian McCarthy, Aaron Mokoena, David Kannemeyer, Stanton Fredericks, Delron Buckley, Abram Nteo, Benni McCarthy, Toni Nhleko (59. Siyabonga Nomvethe) Cheftrainer: Ephraim Mashaba | Südafrika |
| Slowakei                                                    | 1:0 Czinege (47.) 2:0 Šlahor (72.) | 2:1 McCarthy (75.) | Südafrika |
| Slowakei                                                    | Krško (26.), Lérant (41.) | Nteo (53.), Fredericks (57.), Mokoena (65.) | Südafrika |
| 3. Spieltag                                                 | | |           |
| 20. September 2000 um 20:00 Uhr in Canberra (Bruce Stadium) | | |           |
| Zuschauer: 14.562                                           | | |           |
| Schiedsrichter: Mario Sánchez ( Chile)                      | | |           |

## Finalrunde

### Viertelfinale

#### Vereinigte Staaten – Japan 2:2 n.V. (2:2, 0:1), 5:4 i.E.
| Vereinigte Staaten                                              | Vereinigte Staaten | Japan | Japan |
| --------------------------------------------------------------- | --- | --- | ----- |
| Vereinigte Staaten                                              | \| 1. Viertelfinale \| \| 23. September 2000 um 18:30 Uhr in Adelaide (Hindmarsh Stadium) \| \| Zuschauer: 18.345 \| \| Schiedsrichter: Felix Tangawarima ( Simbabwe) \|                                                                                          | \| 1. Viertelfinale \| \| 23. September 2000 um 18:30 Uhr in Adelaide (Hindmarsh Stadium) \| \| Zuschauer: 18.345 \| \| Schiedsrichter: Felix Tangawarima ( Simbabwe) \|                                                                                      | Japan |
| Vereinigte Staaten                                              | Brad Friedel – Frankie Hejduk, Danny Califf, Jeff Agoos, Chris Albright (90.+1 Sasha Victorine), Peter Vagenas, John O’Brien (90.+1' Evan Whitfield), Chad McCarty, Ben Olsen (46. Landon Donovan), Josh Wolff, Conor Casey Cheftrainer: Clive Charles ( England) | Seigō Narazaki – Naoki Matsuda, Ryūzō Morioka, Yūji Nakazawa, Jun’ichi Inamoto, Tomokazu Myōjin, Tomoyuki Sakai, Shunsuke Nakamura, Hidetoshi Nakata, Naohiro Takahara, Atsushi Yanagisawa (65. Atsuhiro Miura) Cheftrainer: Philippe Troussier ( Frankreich) | Japan |
| Vereinigte Staaten                                              | 1:1 Wolff (68.) 2:2 Vagenas (90., Elfmeter) | 0:1 Yanagisawa (30.) 1:2 Takahara (72.) | Japan |
| Vereinigte Staaten                                              | Elfmeterschießen | | Japan |
| Vereinigte Staaten                                              | 1:1 Vagenas 2:2 Agoos 3:3 Donovan 4:3 Wolff 5:4 Victorine | 0:1 Nakamura 1:2 Inamoto 2:3 Morioka Nakata trifft den Pfosten 4:4 Myōjin | Japan |
| Vereinigte Staaten                                              | McCarty (27.), Olsen (28.) | Matsuda (20.), Miura (73.) | Japan |
| 1. Viertelfinale                                                | | |       |
| 23. September 2000 um 18:30 Uhr in Adelaide (Hindmarsh Stadium) | | |       |
| Zuschauer: 18.345                                               | | |       |
| Schiedsrichter: Felix Tangawarima ( Simbabwe)                   | | |       |

#### Brasilien – Kamerun 1:2 n.V. (1:1, 0:1)
| Brasilien                                                             | Brasilien | Kamerun | Kamerun |
| --------------------------------------------------------------------- | --- | --- | ------- |
| Brasilien                                                             | \| 2. Viertelfinale \| \| 23. September 2000 um 19:00 Uhr in Brisbane (Brisbane Cricket Ground) \| \| Zuschauer: 37.332 \| \| Schiedsrichter: Herbert Fandel ( Deutschland) \|          | \| 2. Viertelfinale \| \| 23. September 2000 um 19:00 Uhr in Brisbane (Brisbane Cricket Ground) \| \| Zuschauer: 37.332 \| \| Schiedsrichter: Herbert Fandel ( Deutschland) \| | Kamerun |
| Brasilien                                                             | Helton – Fábio Bilica (46. Lúcio), Álvaro, Fábio Aurélio, Athirson (46. Roger), Baiano, Fabiano, Marcos Paulo, Alex, Ronaldinho, Lucas (59. Geovanni) Cheftrainer: Vanderlei Luxemburgo | Carlos Kameni – Aaron Nguimbat (46. Daniel Ngom Kome), Serge Mimpo, Patrice Abanda, Serge Branco (70. Modeste M’Bami) – Geremi, Lauren, Nicolas Alnoudji (111. Joël Epalle), Pierre Womé – Samuel Eto’o (81. Albert Meyong Zé), Patrick M’Boma (63. Patrick Suffo) Cheftrainer: Jean-Paul Akono | Kamerun |
| Brasilien                                                             | 1:1 Ronaldinho (90.+4') | 0:1 M’Boma (17.) 1:2 M’Bami (113., Golden Goal) | Kamerun |
| Brasilien                                                             | Bilica (25.) | Womé (36.), Lauren (49.), Geremi (63.), Mimpo (90.+4') | Kamerun |
| Brasilien                                                             | Geremi (75.) | | Kamerun |
| Brasilien                                                             | Nguimbat (90.+2') | | Kamerun |
| 2. Viertelfinale                                                      | | |         |
| 23. September 2000 um 19:00 Uhr in Brisbane (Brisbane Cricket Ground) | | |         |
| Zuschauer: 37.332                                                     | | |         |
| Schiedsrichter: Herbert Fandel ( Deutschland)                         | | |         |

#### Italien – Spanien 0:1 (0:0)
| Italien                                                             | Italien | Spanien | Spanien |
| ------------------------------------------------------------------- | --- | --- | ------- |
| Italien                                                             | \| 3. Viertelfinale \| \| 23. September 2000 um 20:00 Uhr in Sydney (Sydney Football Stadium) \| \| Zuschauer: 38.134 \| \| Schiedsrichter: Carlos Simon ( Brasilien) \|                                                                            | \| 3. Viertelfinale \| \| 23. September 2000 um 20:00 Uhr in Sydney (Sydney Football Stadium) \| \| Zuschauer: 38.134 \| \| Schiedsrichter: Carlos Simon ( Brasilien) \|                                                    | Spanien |
| Italien                                                             | Christian Abbiati – Marco Zanchi, Bruno Cirillo, Alessandro Grandoni – Gennaro Gattuso, Massimo Ambrosini, Cristiano Zanetti, Ighli Vannucchi – Andrea Pirlo – Gianni Comandini (88. Massimo Margiotta), Nicola Ventola Cheftrainer: Marco Tardelli | Daniel Aranzubia – Jesús María Lacruz, Iván Amaya, Carlos Marchena (46. Unai Vergara), Carles Puyol – Toni Velamazán, David Albelda, Xavi, Miguel Ángel Angulo – Raúl Tamudo (70. Gabri), José Mari Cheftrainer: Iñaki Sáez | Spanien |
| Italien                                                             | 0:1 Gabri (86.) | | Spanien |
| Italien                                                             | Cirillo (31.), Zanetti (33.), Ventola (52.), Zanchi (84.) | Albelda (21.), Velamazán (47.) | Spanien |
| 3. Viertelfinale                                                    | | |         |
| 23. September 2000 um 20:00 Uhr in Sydney (Sydney Football Stadium) | | |         |
| Zuschauer: 38.134                                                   | | |         |
| Schiedsrichter: Carlos Simon ( Brasilien)                           | | |         |

#### Chile – Nigeria 4:1 (3:0)
| Chile                                                                   | Chile | Nigeria | Nigeria |
| ----------------------------------------------------------------------- | --- | --- | ------- |
| Chile                                                                   | \| 4. Viertelfinale \| \| 23. September 2000 um 20:00 Uhr in Melbourne (Melbourne Cricket Ground) \| \| Zuschauer: 44.425 \| \| Schiedsrichter: Saad Mane ( Kuwait) \|                                                                                    | \| 4. Viertelfinale \| \| 23. September 2000 um 20:00 Uhr in Melbourne (Melbourne Cricket Ground) \| \| Zuschauer: 44.425 \| \| Schiedsrichter: Saad Mane ( Kuwait) \| | Nigeria |
| Chile                                                                   | Nelson Tapia – Cristián Álvarez, Pablo Contreras, Pedro Reyes, Rafael Olarra – Claudio Maldonado (80. David Henríquez), David Pizarro, Patricio Ormazábal, Rodrigo Tello – Iván Zamorano, Reinaldo Navia (75. Francisco Arrué) Cheftrainer: Nelson Acosta | Greg Etafia – Furo Iyenemi (46. Christopher Kanu), Isaac Okoronkwo, Godwin Okpara, Samuel Okunowo, Garba Lawal, Blessing Kaku (46. Henry Onwuzuruike, 79. Bright Igbinadolor), Pius Ikedia, Victor Agali, Julius Aghahowa, Yakubu Aiyegbeni Cheftrainer: Jo Bonfrere ( Niederlande) | Nigeria |
| Chile                                                                   | 1:0 Contreras (17.) 2:0 Zamorano (18.) 3:0 Navia (42.) 4:0 Tello (65.) | 4:1 Agali (76.) | Nigeria |
| Chile                                                                   | Tello (29.) | Lawal (39.), Aghahowa (63.) | Nigeria |
| Chile                                                                   | Lawal (90.) | | Nigeria |
| 4. Viertelfinale                                                        | | |         |
| 23. September 2000 um 20:00 Uhr in Melbourne (Melbourne Cricket Ground) | | |         |
| Zuschauer: 44.425                                                       | | |         |
| Schiedsrichter: Saad Mane ( Kuwait)                                     | | |         |

### Halbfinale

#### Spanien – Vereinigte Staaten 3:1 (2:1)
| Spanien                                                             | Spanien | Vereinigte Staaten | Vereinigte Staaten |
| ------------------------------------------------------------------- | --- | --- | ------------------ |
| Spanien                                                             | \| 1. Halbfinale \| \| 26. September 2000 um 20:00 Uhr in Sydney (Sydney Football Stadium) \| \| Zuschauer: 39.800 \| \| Schiedsrichter: Mourad Daami ( Tunesien) \|                                                                           | \| 1. Halbfinale \| \| 26. September 2000 um 20:00 Uhr in Sydney (Sydney Football Stadium) \| \| Zuschauer: 39.800 \| \| Schiedsrichter: Mourad Daami ( Tunesien) \|                                                                          | Vereinigte Staaten |
| Spanien                                                             | Daniel Aranzubia – Jesús María Lacruz, Iván Amaya, Carlos Marchena, Carles Puyol – Toni Velamazán (76. Jordi Ferrón), David Albelda, Xavi, Miguel Ángel Angulo (76. Gabri) – Raúl Tamudo, José Mari (88. Unai Vergara) Cheftrainer: Iñaki Sáez | Brad Friedel – Frankie Hejduk, Danny Califf, Ramiro Corrales (39. Landon Donovan), Jeff Agoos, Chris Albright (39. Sasha Victorine), Peter Vagenas, John O’Brien, Chad McCarty, Josh Wolff, Conor Casey Cheftrainer: Clive Charles ( England) | Vereinigte Staaten |
| Spanien                                                             | 1:0 Tamudo (16.) 2:0 Angulo (25.) 3:1 Mari (87.) | 2:1 Vagenas (42., Elfmeter) | Vereinigte Staaten |
| Spanien                                                             | Marchena (9.), Amaya (65.), Ferrón (88.) | Albright (8.), McCarty (47.), Califf (78.) | Vereinigte Staaten |
| 1. Halbfinale                                                       | | |                    |
| 26. September 2000 um 20:00 Uhr in Sydney (Sydney Football Stadium) | | |                    |
| Zuschauer: 39.800                                                   | | |                    |
| Schiedsrichter: Mourad Daami ( Tunesien)                            | | |                    |

#### Chile – Kamerun 1:2 (0:0)
| Chile                                                                   | Chile | Kamerun | Kamerun |
| ----------------------------------------------------------------------- | --- | --- | ------- |
| Chile                                                                   | \| 2. Halbfinale \| \| 26. September 2000 um 21:00 Uhr in Melbourne (Melbourne Cricket Ground) \| \| Zuschauer: 64.338 \| \| Schiedsrichter: Stéphane Bré ( Frankreich) \|                                                                                   | \| 2. Halbfinale \| \| 26. September 2000 um 21:00 Uhr in Melbourne (Melbourne Cricket Ground) \| \| Zuschauer: 64.338 \| \| Schiedsrichter: Stéphane Bré ( Frankreich) \|                                                                                   | Kamerun |
| Chile                                                                   | Nelson Tapia – Cristián Álvarez, Pablo Contreras, Pedro Reyes, Rafael Olarra – Claudio Maldonado, David Pizarro, Patricio Ormazábal (84. David Henríquez), Rodrigo Tello – Iván Zamorano, Reinaldo Navia (70. Sebastián González) Cheftrainer: Nelson Acosta | Carlos Kameni – Aaron Nguimbat, Serge Mimpo, Patrice Abanda, Serge Branco (82. Daniel Ngom Kome), Modeste M’Bami (65. Joël Epalle), Lauren, Nicolas Alnoudji, Clément Beaud, Samuel Eto’o (90.+2 Patrick Suffo), Patrick M’Boma Cheftrainer: Jean-Paul Akono | Kamerun |
| Chile                                                                   | 1:0 Abanda (78., Eigentor) | 1:1 M’Boma (84.) 1:2 Lauren (89., Elfmeter) | Kamerun |
| Chile                                                                   | Branco (13.), Eto’o (32.), Kome (90.+1) | Navia (17.), Contreras (33.) | Kamerun |
| 2. Halbfinale                                                           | | |         |
| 26. September 2000 um 21:00 Uhr in Melbourne (Melbourne Cricket Ground) | | |         |
| Zuschauer: 64.338                                                       | | |         |
| Schiedsrichter: Stéphane Bré ( Frankreich)                              | | |         |

### Spiel um Bronze

#### Vereinigte Staaten – Chile 0:2 (0:0)
| Vereinigte Staaten                                                  | Vereinigte Staaten | Chile | Chile | Aufstellung                                |
| ------------------------------------------------------------------- | --- | --- | ----- | ------------------------------------------ |
| Vereinigte Staaten                                                  | \| Spiel um Bronze \| \| 29. September 2000 um 20:00 Uhr in Sydney (Sydney Football Stadium) \| \| Zuschauer: 26.381 \| \| Schiedsrichter: Simon Micallef ( Australien) \|                                                                 | \| Spiel um Bronze \| \| 29. September 2000 um 20:00 Uhr in Sydney (Sydney Football Stadium) \| \| Zuschauer: 26.381 \| \| Schiedsrichter: Simon Micallef ( Australien) \| | Chile | Aufstellung Vereinigte Staaten gegen Chile |
| Vereinigte Staaten                                                  | Brad Friedel – Frankie Hejduk, Danny Califf (82. Landon Donovan), Brian Dunseth, Jeff Agoos – Chris Albright, Peter Vagenas, John O’Brien, Ben Olsen (61. Sasha Victorine) – Josh Wolff, Conor Casey Cheftrainer: Clive Charles ( England) | Nelson Tapia – Cristián Álvarez, Pablo Contreras, Pedro Reyes, Rafael Olarra – Claudio Maldonado, David Pizarro, Patricio Ormazábal (36. Rodrigo Núñez), Rodrigo Tello (86. Mauricio Rojas) – Iván Zamorano, Reinaldo Navia (61. Sebastián González) Cheftrainer: Nelson Acosta | Chile | Aufstellung Vereinigte Staaten gegen Chile |
| Vereinigte Staaten                                                  | 0:1 Zamorano (69., Elfmeter) 0:2 Zamorano (84.) | | Chile | Aufstellung Vereinigte Staaten gegen Chile |
| Vereinigte Staaten                                                  | Wolff (36.), O’Brien (51.), Casey (71.), Hejduk (77.) | Ormazábal (32.), Maldonado (39.), González (63.) | Chile | Aufstellung Vereinigte Staaten gegen Chile |
| Spiel um Bronze                                                     | | |       |                                            |
| 29. September 2000 um 20:00 Uhr in Sydney (Sydney Football Stadium) | | |       |                                            |
| Zuschauer: 26.381                                                   | | |       |                                            |
| Schiedsrichter: Simon Micallef ( Australien)                        | | |       |                                            |

### Finale

#### Spanien – Kamerun 2:2 n.V. (2:2, 1:0), 3:5 i.E.
| Spanien                                                       | Spanien | Kamerun | Kamerun | Aufstellung                       |
| ------------------------------------------------------------- | --- | --- | ------- | --------------------------------- |
| Spanien                                                       | \| Finale \| \| 20. September 2000 um 12:00 Uhr in Sydney (Stadium Australia) \| \| Zuschauer: 104.098 \| \| Schiedsrichter: Felipe Ramos ( Mexiko) \|                                                                                           | \| Finale \| \| 20. September 2000 um 12:00 Uhr in Sydney (Stadium Australia) \| \| Zuschauer: 104.098 \| \| Schiedsrichter: Felipe Ramos ( Mexiko) \|                                                                                                | Kamerun | Aufstellung Spanien gegen Kamerun |
| Spanien                                                       | Daniel Aranzubia – Jesús María Lacruz, Iván Amaya, Carlos Marchena, Carles Puyol – Toni Velamazán (26. Gabri), David Albelda, Xavi, Miguel Ángel Angulo (75. Joan Capdevila) – Raúl Tamudo (49. Jordi Ferrón), José Mari Cheftrainer: Iñaki Sáez | Carlos Kameni – Aaron Nguimbat (46. Daniel Ngom Kome), Serge Mimpo, Patrice Abanda, Serge Branco (90.+1 Patrick Suffo) – Geremi, Lauren, Nicolas Alnoudji (111. Joël Epalle), Pierre Womé – Samuel Eto’o, Patrick M’Boma Cheftrainer: Jean-Paul Akono | Kamerun | Aufstellung Spanien gegen Kamerun |
| Spanien                                                       | 1:0 Xavi (2.) 2:0 Gabri (45.+2') | 2:1 Amaya (53., Eigentor) 2:2 Eto’o (58.) | Kamerun | Aufstellung Spanien gegen Kamerun |
| Spanien                                                       | Elfmeterschießen | | Kamerun | Aufstellung Spanien gegen Kamerun |
| Spanien                                                       | 1:1 Xavi 2:2 Capdevila Amaya trifft die Latte 3:4 Albelda | 0:1 M’Boma 1:2 Eto’o 2:3 Geremi 2:4 Lauren 3:5 Womé | Kamerun | Aufstellung Spanien gegen Kamerun |
| Spanien                                                       | Albelda (19.), Mari (55.), Aranzubia (90.+1') | Abanda (25.) | Kamerun | Aufstellung Spanien gegen Kamerun |
| Spanien                                                       | Mari (90.+1') | | Kamerun | Aufstellung Spanien gegen Kamerun |
| Spanien                                                       | Gabri (70.) | | Kamerun | Aufstellung Spanien gegen Kamerun |
| Finale                                                        | | |         |                                   |
| 20. September 2000 um 12:00 Uhr in Sydney (Stadium Australia) | | |         |                                   |
| Zuschauer: 104.098                                            | | |         |                                   |
| Schiedsrichter: Felipe Ramos ( Mexiko)                        | | |         |                                   |